# Poremećaj hiperaktivnosti i deficita pažnje
Poremećaj hiperaktivnosti i deficita pažnje ili poremećaj pozornosti s hiperaktivnošću (eng. attention deficit hyperactivity disorder, ADHD) neurorazvojni je poremećaj sa simptomima nepažnje, hiperaktivnosti, emocionalne nereguliranosti i impulzivnosti u pretjeranoj mjeri tako da negativno utječe na život pojedinca. Simptomi ADHD-a nastaju iz izvršne disfunkcije.
Rezultati slabe samokontrole u područjima kao što su rukovanje vremenom, inhibicija nagona, započinjanje obavljanja zadataka ili održavanje pažnje mogu biti slaba profesionalna učinkovitost, poteškoće u vezama i brojni zdravstveni problemi kao što su smanjena kvaliteta života i očekivani vijek. Povezuje se s drugim mentalnim oboljenjima kao i nepsihijatrijskim poremećajima što može uzrokovati daljnje poteškoće.
Iako ADHD uključuje nemogućnost održavanja pažnje na zadatku, deficiti u inhibiciji dovode i do problema pri prekidanju već započetih zadataka zbog čega oboljeli mogu nastaviti obavljati zadatak do završetka čak i kada se kontekst promijeni. Ovaj se simptom svakodnevno naziva hiperfokusom, a povezan je s rizicima kao što su ovisnost.
ADHD se ponekad teško razlikuje od inih stanja. Predstavlja ekstremni nedostatak izvršne funkcionalnosti i samokontrole, a postojanje poremećaja podržavaju snimke mozga i genetski testovi.

## Simptomi
Nepažnja, hiperaktivnost (u odraslih pak nemir), disruptivno ponašanje i impulzivnost česti su simptomi ADHD-a. Problemi u obrazovanju i u vezama s drugim ljudima također su uobičajeni. Znakove i simptome može biti teško definirati jer je teško povući granicu između, primjerice, uobičajena nedostatka pažnje i te razine nepažnje koja bi zahtijevala intervenciju.
Peto izdanje Dijagnostičkog i statističkog priručnika za duševne poremećaje (DSM-5) napominje da simptomi moraju biti prisutni bar šest mjeseci do razina viših nego što je uobičajeno u toj životnoj dobi. Dakle, nužno je bar šest mjeseci nepažnje ili hiperaktivnosti za osobe ispod 17 godina i bar pet simtpoma za starije od 17 godina. Simptomi također moraju biti prisutni bar u dvama kontekstima (društvenom životu, obrazovanju, poslu, kućnom životu) i moraju na neki način izravno ometati osobu i smanjivati kvalitetu života. Nadalje, DSM-5 smatra da se simptomi moraju pojaviti prije 12. godine života. Međutim, istraživanja pokazuju da godine početka simptoma ne trebaju biti preduvjet dijagnozi.
ADHD se najčešće dijagnosticira u dječjoj dobi, a liste simptoma mogu se rabiti i kod odraslih. Tinejdžeri uglavnom bolje kontroliraju simptome, ali ako se poremećaj ne otkrije na vrijeme, može uzrokovati probleme kasnije u životu, kao što je zaostajanje u školi ili problemi prilikom većih promjena poput samostalnoga života. Odrasli često mogu imati gotovo neprimjetne simptome, kod tih ljudi mogu se javiti problemi kao što su depresija i nemogućnost zadržavanja posla.

### Izražavanje
Postoje tri temeljne vrste poremećaja:
- ADHD s kombiniranim karakteristikama hiperaktivnosti, impulzivnosti i pomanjkanja pozornosti (ADHD-C)
- ADHD s pomanjkanjem pozornosti kao primarnom karakteristikom (ADHD-PI ili ADHD-I)
- ADHD s impulzivnošću i hiperaktivnošću kao primarnim karakteristikama (ADHD-PH ili ADHD-HI).

Žene se češće dijagnosticira s ADHD-PI-jem.
Simptomi su nabrojani za ADHD-PI i ADHD-PH po DSM-5 i ICD-11. Simptomi koji se mogu bolje objasniti drugim stanjem koje bolesnik ima ne smatraju se simptomom ADHD-a u te osobe. U DSM-5 ovi tipovi zanemaruju se i smatraju načinima na koje se ADHD prezentira tijekom vremena.
| Presentations                 | DSM-5 i DSM-5-TR | ICD-11 |
| ----------------------------- | --- | --- |
| nepažnja                      | Bar šest kod djece i pet kod odraslih: - često zanemaruje detalje ili radi greške iz nepažnje - često otežano održava koncentraciju na zadatku - često se čini da ne sluša kada mu/joj se govori, čak i ako nema jasne distrakcije - često ne prati upute ili ne završi zadatak - često ima problema s organizacijom aktivnosti, obavljanjem zadataka do roka i čuvanjem svojih stvari - često nevoljko sudjeluje u zadacima koji zahtijevaju dugotrajno održavanje pažnje - često gubi stvari nužne za izvršenje zadatka - često mu/joj pažnju lako odvrate vanjski stimulusi, kod tinejdžera i odraslih to mogu biti i vlastite misli - često zaboravlja dnevne aktivnosti ili je zaboravljiv/a dok ih obavlja.    | Više simptoma koji negativno utječu na životne funkcije, ali ne moraju nužno biti prisutni pri iznimno stimulativnim zadacima s čestim nagradama: - otežano održava fokus na zadatke koji nisu jako stimulativni ili zahtijevaju kontinuirani trud; propušta detalje, radi česte greške iz nepažnje u radu; zadatke često naglo napusti u zamjenu za drugi - lako mu/joj se odvrati pažnja (čak i vlastitim mislima); može ne slušati kada mu/joj se govori; često se čini da je izgubljen/a u vlastitim mislima - često gubi stvari; zaboravljiv/a je i neorganiziran/a u svakodnevnim aktivnostima Mogu se javljati i simptomi ADHD-HI, ali ovi su dominantni. |
| hiperaktivnost i impulzivnost | Bar šest kod djece i pet kod odraslih: - često se vrpolji na sjedalu - čestoteško sjedi mirno za vrijeme večere, nastave, na sastancima... - često trči ili se penje na neprimjerenim mjestima (kod odraslih i tinejdžera manifestira se kao nemir) - često ne može tiho sudjelovati u slobodnom vremenu ili igri - često se čini da ne može stajati mirno i da je uvijek u pokretu - često govori više nego je potrebno - često odgovara na pitanja prije nego što ih govornik izgovori do kraja, završava rečenice drugih ljudi - često mu/joj je teško čekati red uključujući i čekanje u redu - često prekida druge kada govore uključujući i upadanje u tuđe razgovore, upotrebljava tuđe predmete bez pitanja. | Više simptoma koji negativno utječu na životne funkcije, a najčešće su prisutni u situacijama gdje postoji struktura i koje zahtijevaju samokontrolu: - pretjerana motorna aktivnost; teško sjedi mirno; često napušta svoje sjedeće mjesto; mala djeca često se vrpolje pri sjedenju, a odrasli i tinejdžeri osjećaju nemir i nelagodu kada trebaju biti mirni i tihi - govori previše; teško tiho sudjeluje u aktivnosti - odgovara i komentira bez razmišljanja; teško čeka svoj red u razgovoru, igri ili drugim aktivnostima; prekida razgovore ili igru - ne razmišlja o posljedicama prije djelovanja, umjesto toga često djeluje odmah (npr. i u fizički opasnim aktivnostima kao što je nepažljiva vožnja, impulzivne odluke). Mogu se javljati i simptomi ADHD-PI, ali ovi su dominantni. |
| kombinirani                   | Ima simptome obaju. | Ima simptome obaju, a da pritom ni jedan ne dominira. |

Simptomi se izražavaju drukčije i suptilnije kako osoba stari. Hiperaktivnost često postane manje očitom i od nje nastane unutarnji nemir, problemi s opuštanjem ili mirnim držanjem, pretjerana pričljivost ili stalna mentalna aktivnost u tinejdžera ili odraslih osoba s ADHD-om.
Impulzivnost se u odrasloj dobi može manifestirati kao djelovanje bez razmišljanja, nestrpljivost, neodgovorno trošenje i ponašanje kojima se traži stimuliranje, a nepažnja se iskazuje teškoćama u organizaciji, održavanju pažnje na zadatku ili odlučivanju, kao osjetljivost ili stres te tako da im nešto, primjerice, vrlo lako dosadi.

## Liječenje
Liječenje ADHD-a obično uključuje savjetovanje ili lijekove, samostalno ili u kombinaciji jedno s drugim. Iako postoje razne mogućnosti liječenja za poboljšanje simptoma ADHD-a, terapije lijekovima značajno poboljšavaju dugoročne ishode i, iako uklanjaju neke povišene rizike poput pretilosti, ipak imaju rizike od nuspojava. Lijekovi koji se koriste uključuju stimulanse, atomoksetin, agoniste alfa-2 adrenergičkih receptora, a ponekad i antidepresive.
Kod onih koji imaju problema s fokusiranjem na dugoročne nagrade, pozitivno potkrepljenje poboljšava izvršavanje zadataka. Lijekovi su najučinkovitiji tretman, a sve nuspojave su obično blage i lako se rješavaju. Međutim, sva će se poboljšanja poništiti ako se prestane uzimati lijek. Stimulansi za ADHD također poboljšavaju upornost i izvršavanje zadataka kod djece s ADHD-om. Farmakološko liječenje ADHD-a povezano je s povećanim postignućima i smanjenim izostancima s nastave, smanjenim rizikom od hitnih bolničkih posjeta povezanih s ozljedama, smanjenim rizikom od samoubojstva i pokušaja samoubojstva te smanjenim stopama zlouporabe droga i kriminala.
Podaci također ukazuju na to da kombiniranje lijekova s kognitivno-bihevioralnom terapijom može imati pozitivne učinke: iako je KBT znatno manje učinkovita, može pomoći u rješavanju problema koji opstaju i nakon što je medikamentna terapija optimizirana. Priroda i raspon poželjnih krajnjih točaka liječenja ADHD-a razlikuju se među dijagnostičkim standardima za ADHD. U većini studija učinkovitost liječenja određena je smanjenjem simptoma. Međutim, neke su studije uključile subjektivne ocjene učitelja i roditelja kao dio svoje procjene učinkovitosti.

## Problemi u obrazovanju
Sustav u pravilu ne radi razliku između hiperaktivne i nehiperaktivne djece. Budući da su hiperaktivna djeca u pravilu nemirnija, teže se koncentriraju na nastavno gradivo, sklonija su skretanju s teme (ometanju nastave) i upadanju u riječ (impulzivno reagiraju), označuje ih se problematičnima. Zbog toga mogu imati nisko samopouzdanje i osjećaj manje vrijednosti iz čega proizlazi vandalizam, zlouporaba opojnih sredstava i promiskuitet.

## Maskiranje
Osobe s ADHD-om, slično osobama s autizmom, često se moraju prilagoditi ponašanju većine suprotno svojoj osobnosti, što se naziva maskom. Ovo se najčešće odnosi na kontroliranje simptoma u strahu od društvene osude, primjerice na sastanku osoba s ADHD-om može izgubiti koncentraciju, nije više u stanju pratiti izlaganje i osjeća izrazit pritisak i nelagodu, odnosno poželi izletjeti iz dvorane. Istodobno, međutim, zna da učiniti takvo što nije u skladu s društvenim pravilima. U tom trenutku osoba navlači masku, i ne odaje svoj manjak koncentracije i nelagodu.
Osobe s ADHD-om ne mogu promijeniti svoju osobnost, ali mogu svoje ponašanje prilagoditi očekivanju okoline. Međutim, navlačenje maske nije uspješna na duge vremenske intervale, kao što je školovanje, pa se simptomi kad-tad pokažu. Nadalje, mala djeca ne znaju da imaju ADHD u početku niti da moraju navući masku i odglumiti svoju društvenu ulogu učenika.
Dugotrajno maskiranje simptoma ima negativne posljedice po mentalno zdravlje pojedinca.

## Vanjske poveznice
- Zločesta i nemirna ili samo drukčija djeca
- Buđenje – udruga za razumijevanje ADHD-a
- Brošura "Hiperaktivni sanjari"